# Back Home (álbum de Westlife)
Back Home es el octavo álbum de la boyband irlandesa Westlife, lanzado el 5 de noviembre de 2007. El álbum contiene una colección de nuevas canciones junto con algunas versiones. El listado de canciones para el álbum fue publicado en la página oficial de la banda el 3 de octubre del 2007. El álbum ha vendido más de 5 millones de copias en todo el mundo.
El álbum debutó en el número uno en las listas oficiales de Reino Unido vendiendo 132 000 copias en la primera semana y permaneció en el puesto tres durante ocho semanas consecutivas. También fue el quinto álbum más vendido en Reino Unido en el 2007 con 854 344 copias. El primer sencillo del álbum es una versión de la balada "Home", original de Michael Bublé, y fue lanzada el 29 de octubre del 2007. La canción debutó en el puesto nº3 en las listas oficiales de Reino Unido. "Us Against The World", una canción original dedicada a los fanes de Westlife, fue lanzada como el segundo sencillo el 3 de marzo en Reino Unido e Irlanda]. Mientras, "Something Right", fue lanzada como segundo sencillo en Asia y Europa. La canción también ha sido lanzada como descarga digital en Irlanda. "When I'm With You", una canción algo R&B, entró en las listas de las radios de Indonesia aunque no fue un sencillo. Otras canciones tributo en el álbum fueron "Have You Ever", una balada de Diane Warren grabada por Brandy. "All I Ask Of You", una canción por Sarah Brightman y Michael Ball fue sacada mientras "I'm Already Tehre" por Lonestar fue incluida.
Back Home fue lanzado en Australia durante su cuarto día de promoción durante el 25-29 de abril del 2008. El álbum está acompañado del DVD "The Greatest Hits". Llegó al nº14.

## Listado de canciones
- Edición estándar

| Back Home |                                    |                                                             | |          |  |
| N.º       | Título                             | Escritor(es)                                                | Créditos | Duración |  |
| 1.        | «Home»                             | Alan Chang, Amy Foster-Gillies, Michael Bublé               | Coros: Tuff Session Singers, The Órgano: Dave Arch Grabada por [Batería, Cuerdas]: Ren Swan | 3:28     |  |
| 2.        | «Us Against the World»             | Arnthor Birgisson, Rami Yacoub, Savan Kotecha               | Mezcla: Niklas Flyckt | 4:02     |  |
| 3.        | «Something Right»                  | Arnthor Birgisson, Rami Yacoub, Savan Kotecha               | Mezcla: Niklas Flyckt | 3:14     |  |
| 4.        | «I'm Already There»                | Gary Baker, Frank J. Myers, Richie McDonald                 | Arreglada por [Vocal]: Atlas, Emil Heiling, Quiz y Larossi [Coro]: Ian Agate Teclados, Programada por: Andreas Quiz Romdhane y Josef Larossi Producida, arreglo: mezclada por - Quiz y Larossi Cuerdas: Stockholm Session Orchestra | 4:18     |  |
| 5.        | «When I'm With You»                | Jordan Omley, Louis Biancaniello, Michael Mani, Sam Watters | Ingeniero: Tim Lewis Ingeniero [Asistente]: Anna Ralph | 4:12     |  |
| 6.        | «Have You Ever»                    | Diane Warren                                                | | 4:33     |  |
| 7.        | «It's You»                         | Steve Mac, Wayne Hector                                     | Mellotron: Steve Mac Órgano [Hammond]: Dave Arch | 4:11     |  |
| 8.        | «Catch My Breath»                  | Steve Mac, Wayne Hector                                     | | 3:18     |  |
| 9.        | «The Easy Way»                     | Arnthor Birgisson, Rami Yacoub, Savan Kotecha               | Mezcla: Ronny Lahti | 3:35     |  |
| 10.       | «I Do»                             | Steve Mac, Wayne Hector, Reid                               | Órgano [Hammond]: Dave Arch | 4:30     |  |
| 11.       | «Pictures in My Head»              | Arnthor Birgisson, Rami Yacoub, Savan Kotecha               | Mezcla: Fredrik Andersson | 4:17     |  |
| 12.       | «You Must Have Had a Broken Heart» | Jörgen Elofsson, Nicky Chinn                                | Conductor [Cuerdas]: Ulf And Henrik Janson Teclados: Jörgen Ingeström, Per Magnusson Mezcla, Ingeniero: Fredrik Andersson Productor, arreglo, programada por: David Kreuger, Per Magnusson Cuerdas: Stockholm Session Orchestra     | 4:06     |  |

- Edición Asiática

| Back Home |                                         |          |  |
| N.º       | Título                                  | Duración |  |
| 13.       | «Home» (Soul Seekerz Remix)(Radio Edit) | 5.46     |  |
| 14.       | «Home» (Vídeo)                          | 3.28     |  |

## Otros lanzamientos
- Hard To Say I'm Sorry (Lado B de "Home")
- Get Away (Lado B de "Us Against the World" y "Something Right")
- Home (Soul Seekerz Remix)
- Total Eclipse Of The Heart (Sunset Strippers Full Dance Remix)
- I'm Already There (Ashanti Boyz Remix)
- Us Against The World (The Wideboys Remix)

## Lanzamientos en el mundo
| País               | Fecha de lanzamiento |
| ------------------ | -------------------- |
| En todo el mundo   | 11\|5                |
| Polonia            | 2\|11                |
| Argentina, Uruguay | 1\|22                |

## Vídeo álbum
Un DVD acompañado fue lanzado una semana después del lanzamiento del álbum y debutó en el número uno. Muestra a Westlife más cerca de ellos y del personal, la grabación del álbum Back Home, y el vídeo musical "Home", "You Raise Me Up", "When You Tell Me That You Love Me", "Amazing" y "The Rose". 